# Регинин, Василий Александрович
Васи́лий Алекса́ндрович Реги́нин (настоящая фамилия Раппопо́рт; 1883—1952) — журналист, литератор, издатель.

## Биография
Учился в 6-й петербургской гимназии; из 8-го класса был исключён за неблагонадежность. Около 1902 года в Балаклаве познакомился с А. И. Куприным и его женой, часто бывал у них в доме в Петербурге. По воспоминаниям М. К. Куприной-Иорданской Куприн на вопрос о Регинине отвечал: «А, это Вася, мы с Марией Карловной прижили его в Балаклаве». Учился на юридическом факультете Санкт-Петербургского университета. Рано начал самостоятельную жизнь. Куприн способствовал его вхождению в журналистскую среду, «натаскивал на репортаж и другую газетную работу». С 1902 года Регинин печатался в петербургских популярных изданиях; затем сотрудничал в газетах «Новая жизнь» (1905), «Биржевые ведомости», «Петербургская газета». Его многочисленные интервью, очерки и заметки прежде всего посвящены литературе того периода. На протяжении многих лет Регинин был «своего рода тенью Куприна… знал о Куприне дореволюционной поры всё или почти всё», рассказывал о нём «образно и увлекательно». Регинин вместе с другими знаменитостями петербургского репортажа был выведен Куприным в 1906 году в рассказе «Штабс-капитан Рыбников». Регинин много выступал и как театральный критик в «Биржевых ведомостях».

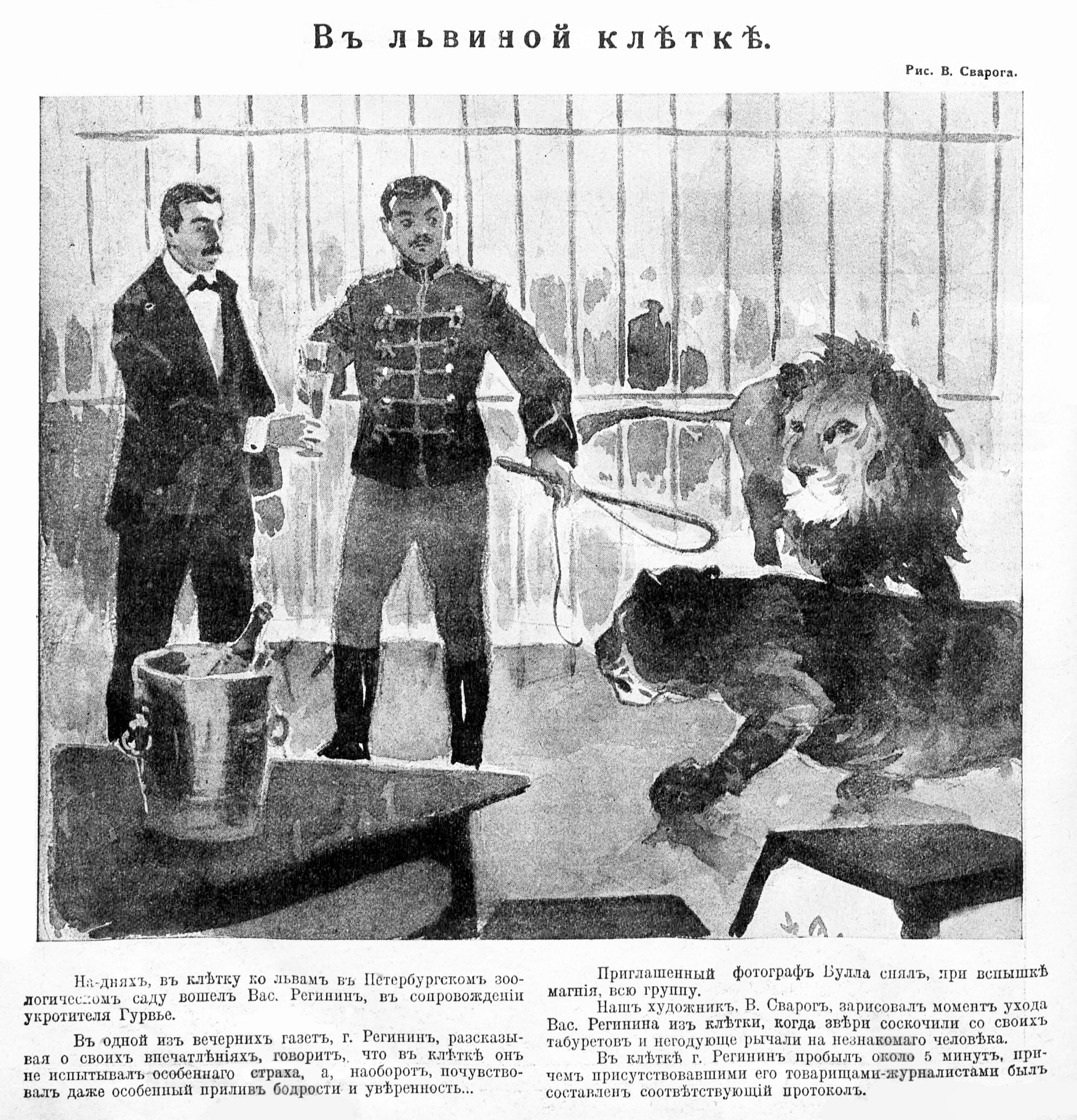
В. Регинин в львиной клетке. "Синий журнал", № 22, 1912 г. Рис. В. Сварога.

Редактор созданного им популярно-развлекательного «Синего журнала» (1911—1912), в котором печатались Куприн и многие «сатириконцы». Регинин, стараясь привлечь читателя, проявлял чудеса изобретательности. Например, заранее разрекламировав предстоящее действие, во время представления в цирке Чинизелли вошёл в клетку с тиграми, сел за столик и, выпив кофе, благополучно вышел на глазах изумлённой публики; в результате его эксцентрического поступка тираж «Синего журнала», в котором были напечатаны фотографии Регинина с тиграми, вырос «до гомерических размеров». Однако в конце 1912 года Регинин был вынужден уйти из журнала, несмотря на поддержку Куприна, обратившегося к сотрудникам «Синего журнала» с открытым письмом. С 1913 по 1916 год под редакцией Регинина выходил журнал «Аргус», своей броскозавлекательной манерой напоминавший «Синий журнал», но адресованный более взыскательной аудитории. Регинин сумел привлечь к сотрудничеству известных писателей и художников; здесь печатались стихи акмеистов — Н. С. Гумилёва, А. А. Ахматовой, О. Э. Мандельштама, В. И. Нарбута, Г. В. Иванова, а также рассказы А. Грина, Л. Н. Андреева, А. Н. Толстого.
В 1918 году, спасаясь от красного террора, перебрался в Киев, где изредка печатался в местных газетах, собирался издавать (совместно с В. Е. Туроком) «Маленькую газету», был одним из организаторов (1919) и руководителем Киевского театра Красной Армии. В 1920—1921 годах печатал фельетоны в газете «Моряк» (Одесса), в редакции которой познакомился с И. Э. Бабелем, Э. Г. Багрицким, В. П. Катаевым, К. Г. Паустовским. В 1921—1923 годах жил в Киеве, принимал активное участие в создании Революционного театра сатиры; писал одноактные комедии, водевили, тексты цирковых представлений: «Принцесса Ерундот», «Революционный Ревизор», «Утомлённик». Переехал (1923—1924) в Москву, руководил группой самодеятельности в кремлёвском клубе имени Свердлова (до 1928), где шли его пьесы «Михаил Егоров», «Белогвардейцы», «Кто там идёт?» (М., 1928). Участвовал в создании журналов «Смехач», «Чудак». Заведовал редакцией журнала «30 дней», где «собрал лучших писателей и поэтов и всю талантливую тогдашнюю литературную молодёжь». В 1928 году напечатал «Двенадцать стульев» И. Ильфа и Е. Петрова. Писал либретто оперетт, тексты цирковых представлений. В 1930-е годы был ответственным секретарём журнала «Молодая гвардия» и «Литературной газеты». Во время Великой Отечественной войны эвакуировался в Ташкент, работал в газете «Правда Востока». В 1945 сотрудничал в журнале «Краснофлотец». В последние годы заведовал отделом искусства журнала «Огонёк».
До конца жизни у Регинина сохранились «лёгкий налёт буффонады», любовь к сенсациям, «ко всему броскому, яркому, необыкновенному», он оставался «сухим, элегантным, очень быстрым в движениях… со своей скороговоркой, шипящим смехом и зоркими и вместе с тем утомлёнными глазами».